# ويل إيلدر
ويل إيلدر (بالإنجليزية: Will Elder)‏ هو رسام توضيحي أمريكي، ولد في 22 سبتمبر 1921 في ذا برونكس في الولايات المتحدة، وتوفي في 14 مايو 2008 في روكليغ في الولايات المتحدة.